# Школа № 8 (Мелитополь)
Школа № 8 города Мелитополя была основана в Песчаном в 1898 году, как церковно-приходская школа при церкви Андрея Критского. До 1935 года школа оставалась начальной, а в марте 1935 года была преобразована в 7-летнюю. По вечерам школа работала как вечерняя, обучая грамоте взрослых.
В годы войны школа закрывалась, и открылась снова 12 ноября 1943 года, сразу после освобождения Мелитополя.
С 1961 года школа стала 8-летней. Школа располагалась в трёх одноэтажных корпусах, один из которых находился на месте садика «Рябинушка», а два других рядом с нынешним главным корпусом школы. Школа работала в 2 смены, кроме того существовала третья смена для рабочей молодёжи.
В 1953 году с целью «охвата рабочей молодёжи обучением в семилетних и средних школах» горисполком принял решение открыть школу рабочей молодёжи № 3 при средней школе № 8 «на посёлке Песчаное».
В 1976 году был открыт новый корпус школы, а школа стала 10-летней.
Школьный спортивный зал находился в неудовлетворительном состоянии ещё с 1970-х годов. В 2001 году была предпринята попытка отремонтировать спортзал, но ремонт был проведён некачественно, и через несколько дней после завершения ремонта в зале обвалился потолок. Тем временем уроки физкультуры в летнее время проходили на улице, а зимой — в школьных коридорах. Ремонт спортзала был завершён только в 2010—2011 учебном году.
| Год       | Учеников | Классов | Учителей |
| --------- | -------- | ------- | -------- |
| 1935      | 150      |         |          |
| 1943-1944 | 320      | 13      | 18       |
| 1950-1951 | 500      | 19      | 27       |
| 1957-1958 | 492      | 19      |          |
| 1961      | 595      | 19      | 31       |
| 1970-1971 | 492      | 16      | 26       |
| 2008-2009 | 610      | 22      | 43       |
| 2012-2013 | 511      | 20      |          |

В составе сборной города ученики школы добивались успеха на областных шахматных турнирах. Ученица школы Екатерина Зинченко была победителем Всеукраинской олимпиады по украинскому языку и Всеукраинского конкурса-защиты научных работ Малой академии наук о творчестве Гоголя
Директорами школы в разные годы были В. П. Жилов, М. М. Литовченко, М. Ю. Винокурова, М. Ю. Романов, С. Я. Сыродой. С 1999 года директором была Светлана Филипповна Голикова, а с 2014 — Елена Михайловна Заменягре.